# Prix Diderot-Curien
 (juin 2019).
Le prix Diderot-Curien  est une récompense décernée tous les ans de 2002 à 2018 par l'Association des musées et centres pour le développement de la culture scientifique, technique et industrielle.
Le prix est nommé en l'honneur de Denis Diderot, philosophe et Hubert Curien, premier président de l'AMSCTI.

## Prix
Le prix Diderot-Curien vise à distinguer une personne impliquée dans le domaine des CSTI. Il est soutenu par le musée des Arts et Métiers, le Muséum National d’Histoire Naturelle et Universcience.

## Lauréats
- 2018 : Gabrielle Regula, pour son engagement pour la place des femmes dans les sciences[1]
- 2017 : Évelyne Heyer, biologiste spécialisée en anthropologie génétique, commissaire générale à la rénovation du musée de l’Homme[2]
- 2016 : La chaîne Youtube La Tronche en Biais, chaîne traitant de la zététique et de l'esprit critique, Delphine Grinberg, auteure, muséologue et conférencière et Alexandre Moatti, auteur, vulgarisateur et chercheur[3],[4]
- 2015 : Jean-Marc Lévy-Leblond, professeur émérite de l’université de Nice
- 2014 : Jean-François Desmarchelier, réalisateur de documentaires, concepteur d’exposition, scénographe
- 2013 : François Gaudel, président de l’association Science ouverte à Drancy[5]
- 2012 : Stéphane Foucart et Sylvestre Huet, journalistes scientifiques aux quotidiens Le Monde et Libération[6]
- 2011 : Lionel Naccache, neurologue
- 2010 : Roland Lehoucq, astrophysicien, chercheur au service d’astrophysique du CEA de Saclay
- 2009 : Sophie Bancquart, directrice des éditions Le Pommier
- 2008 : Hervé Guérin, journaliste, documentariste scientifique
- 2007 : Marie-Odile Monchicourt, productrice à Radio France, chroniqueuse à France Info
- 2006 : Éric Hussenot, directeur d’Océanopolis à Brest
- 2005 : Bruno Jacomy, musée des Arts et Métiers
- 2004 : Michel Van Praët, muséologue au Muséum National d’histoire naturelle
- 2003 : Michel Cabaret, directeur de l’Espace des Sciences à Rennes
- 2002 : Gilles Dinety, responsable du festival des Passions Technologiques à Bourges